# دلانو (کالیفرنیا)
دلانو (به انگلیسی: Delano) شهری در شهرستان کرن ایالت کالیفرنیا است که در سرشماری سال ۲۰۱۰ میلادی، ۵۳۰۴۱ نفر جمعیت داشته است.